# Humphrey Mitchell

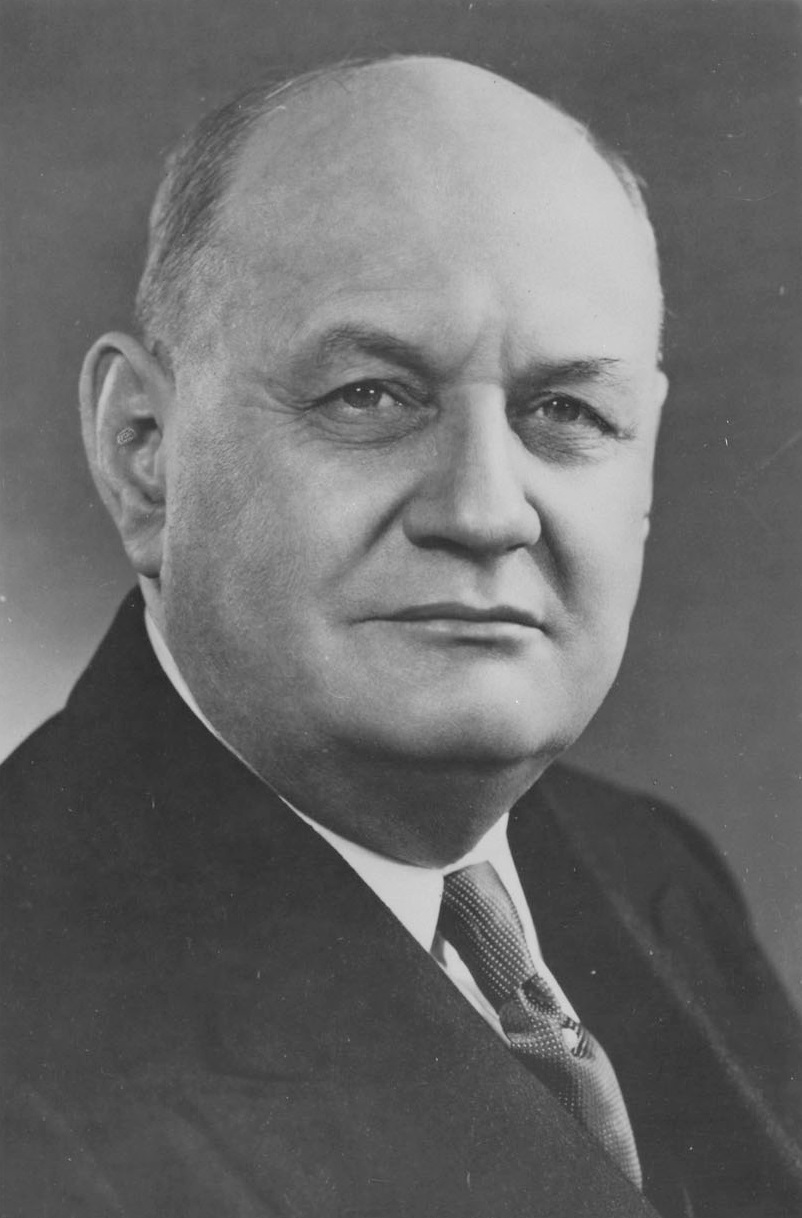
Humphrey Mitchell

Humphrey Mitchell PC (* 9. September 1894 in Old Shoreham, Sussex, England; † 1. August 1950) war ein kanadischer Politiker der Canadian Labour Party sowie später der Partei Kanadas, der Minister im  16. kanadischen Kabinett von Premierminister William Lyon Mackenzie King sowie im 17. Kabinett von Premierminister Louis Saint-Laurent war.

## Leben
Mitchell arbeitete nach dem Schulbesuch als Maschinist und leistete zwischen 1914 und 1918 im Ersten Weltkrieg seinen Militärdienst in der Royal Navy. Nach Kriegsende war er wieder Maschinist und engagierte sich als Gewerkschaftsfunktionär. Sein politisches Engagement begann er für die Canadian Labour Party in der Kommunalpolitik und war zwischen 1929 und 1931 Alderman (Beigeordneter) in Hamilton.
Bei einer Nachwahl in dem in Ontario gelegenen Wahlkreis Hamilton East wurde Mitchell als Kandidat der Labour Party am 10. August 1931 zum Mitglied des Unterhauses gewählt, verlor diesen Wahlkreis jedoch bereits bei der Unterhauswahl am 14. Oktober 1935.
Später wechselte er als Mitglied zur Liberalen Partei und wurde am 15. Dezember 1941 von Premierminister William Lyon Mackenzie King als Arbeitsminister in das 16. Kabinett Kanadas berufen. Als Kandidat der Liberalen Party wurde er kurz darauf bei einer Nachwahl im Wahlkreis Welland am 9. Februar 1942 wieder zum Unterhausmitglied gewählt und gehörte dem Unterhaus bis zu seinem Tod an. Das Amt des Arbeitsministers bekleidete er seit dem 15. November 1948 auch in dem von Premierminister Louis Saint-Laurent gebildeten 17. Kabinett bis zu seinem Tod am 1. August 1950.